# 山田太門
山田 太門（やまだ たもん、1944年 - ）は、日本の経済学者。慶應義塾大学名誉教授。専門は理論経済学、公共経済学、財政学。

## 略歴
- 1968年 慶應義塾大学経済学部卒業
- 1970年 慶應義塾大学修士課程修了
- 1973年 慶應義塾大学博士課程修了
- 1976年 慶應義塾大学経済学部助教授
- 1978年 プリンストン大学客員研究員
- 1989年 慶應義塾大学経済学部教授
- 2006年 文化経済学会＜日本＞会長[1]
- 2010年 慶應義塾大学退職

## その他
2010年の最終講義では、フリードリヒ・ハイエク、ミルトン・フリードマン、ジェームズ・M・ブキャナンなどを好きな学者として挙げている。

## 著書
- 公共経済学(日経文庫 1987) ISBN 978-4-532-01530-5

## 共著執筆
- 民主主義の経済学(加藤寛,丸尾直美編、千曲秀版社 1976） 第4章「民主主義とコミュニティ」

## 翻訳
- 選択のコスト―経済学的探究(ジェームズ・M・ブキャナン著、春秋社 1988) ISBN 978-4393621530